# Kartbladet
Kartbladet var en tidskrift som gavs ut av Kartografiska sällskapet med fyra nummer per år. Kartbladet har efter sammangåendet med Svenska Sällskapet för Fotogrammetri och Fjärranalys ersatts med tidskriften Kart&Bildteknik.
Kartbladet innehöll artiklar inom området geografisk informationshantering, såsom kartografi, GIS, GIT, visualisering, historisk kartografi och geodesi.